# カルデス
カルデス（イタリア語: Caldes）は、イタリア共和国トレンティーノ＝アルト・アディジェ州トレント自治県にある、人口約1,100人の基礎自治体（コムーネ）。

## 地理

### 位置・広がり

#### 隣接コムーネ
隣接するコムーネは以下の通り。
- ブレージモ
- カヴィッツァーナ
- チス
- クレス
- マレ
- テルツォラース

## 行政

### 分離集落
カルデスには、以下の分離集落（フラツィオーネ）がある。
- Bordiana, Bozzana, Cassana, Samoclevo, San Giacomo, Tozzaga

## 住民

### 言語
| 少数言語話者の割合（2011年） | 少数言語話者の割合（2011年） | 少数言語話者の割合（2011年） | 少数言語話者の割合（2011年） | 少数言語話者の割合（2011年） |
| ---------------------------- | ---------------------------- | ---------------------------- | ---------------------------- | ---------------------------- |
|                              |                              |                              |                              |                              |
| ラディン語                   | ラディン語                   |                              | 11.4%                        | 11.4%                        |
| モケーニ語                   | モケーニ語                   |                              | 0.0%                         | 0.0%                         |
| チンブロ語                   | チンブロ語                   |                              | 0.0%                         | 0.0%                         |

2011年10月9日に行われた国勢調査によれば、住民1091人中124人（11.4%）がラディン語話者であった。

## 姉妹都市
- カンド＝サン＝マルタン、フランス